# フランク・ブラック
フランク・ブラック（Frank Black, 1894年11月28日 - 1968年1月29日）は、アメリカの指揮者、ピアニスト、編曲家。
フィラデルフィアの生まれ。幼少時よりピアノを学ぶも、大学で薬学を専攻。しかし、音楽への道をあきらめられず、ペンシルバニア州ハリスバーグのホテルのピアニストとして活動をはじめた。その後フィラデルフィアのフォックス劇場で音楽監督のエルノ・ラペーの助手を務め、ニューヨークのセンチュリー劇場の音楽監督となった。1920年代半ばからフィラデルフィアの放送局でピアニスト、アレンジャー、ボーカル・アンサンブルのコーチとして働き、1932年にはNBCの音楽総監督となり、ジャック・ベニーのラジオ番組や『ラジオ・シティ・パーティー』、『ザ・コンテンテッド・アワー』や『ストリング・シンフォニー・アワー』等の番組の音楽を担当した。また、NBC交響楽団のプログラム編成も担当し、1948年に職を辞するまで何度かNBC交響楽団を指揮している。1950年代に音楽活動から遠ざかり、その後アトランタで没。